# Thorvald Rasmussen

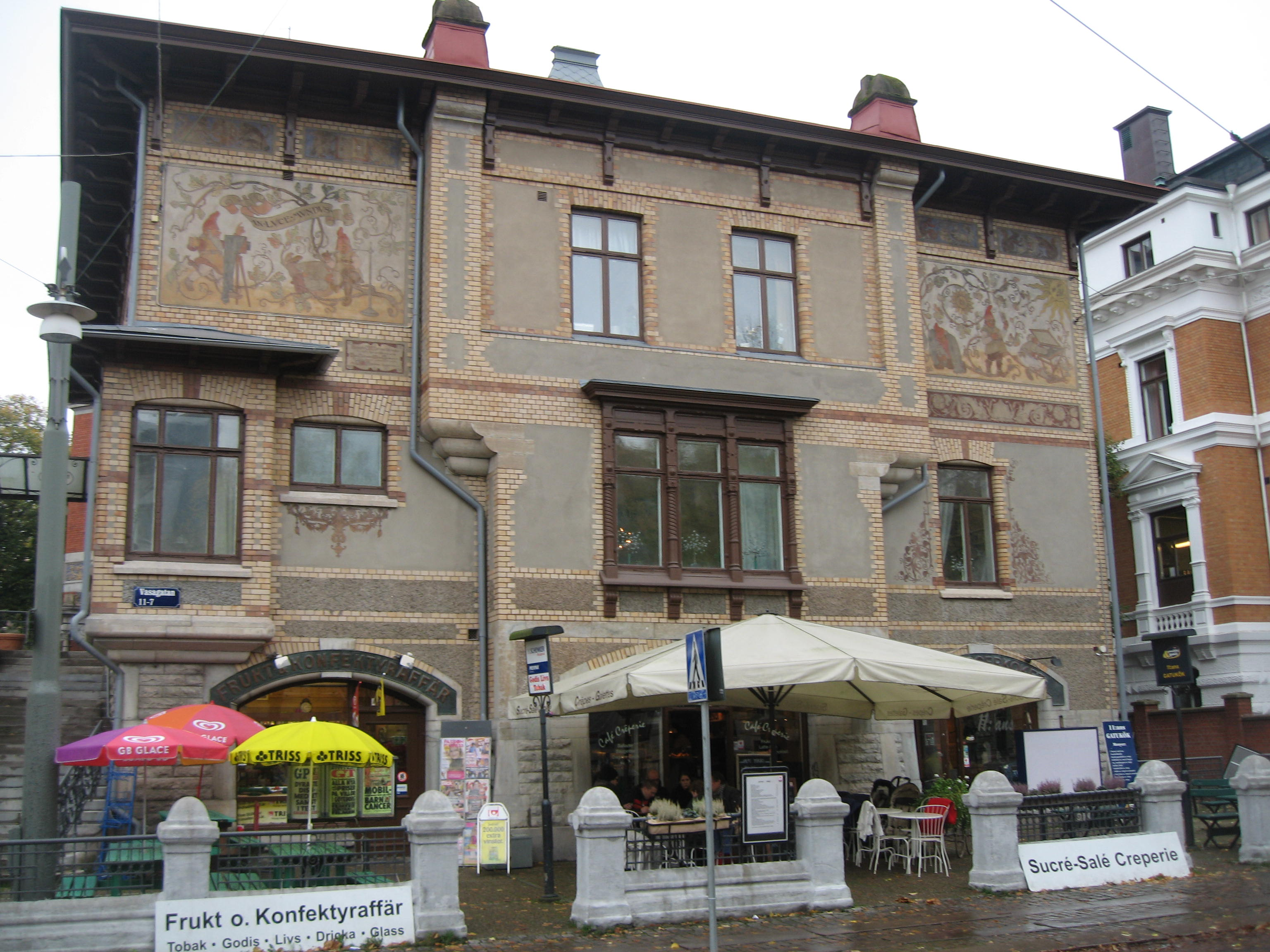
Tomtehuset vid Vasagatan i Göteborg med fasadmålningar av Rasmussen

 Thorvald Remigius Rasmussen, född 1 oktober 1850 i Göteborg, död 17 december 1919 i Göteborg, var en svensk målare och vykortskonstnär. Han omnämns dock ofta som dansk. 
Han var son till smedmästaren Peter Rasmussen och Maria Elisabeth Lindberg samt bror till arkitekten Yngve Rasmussen. Hans målningar innehöll ofta historiska motiv med svenska konungar. Han kom efterhand att mer syssla med illustrationer till vykort, julkort och skämtkort. Han hjälpte också vid ett flertal tillfällen sin arkitektbror med fasadmålningar till hus i Göteborg. Tillsammans med Fritz Ahlgrensson utförde han väggmålningar med Bellmansmotiv i de restauranglokaler som fanns vid gamla Stora teatern i Göteborg och ensam utförde han nio scendekorationer till monologen med kupletter Göteborg på 80 minuter som gavs på Exercishuset i Göteborg 1887. Ett av hans större arbeten var en serie om åtta tavlor som målades på restaurang Sankt Eriks källare 1892. Rasmussen är begravd på Östra kyrkogården i Göteborg.

## Verk
- Tomtehuset, Göteborg (1890) (fasadmålningar)